# Paul Berth
Pour les articles homonymes, voir Berth.
Paul Ludvig Laurits Berth (né le 7 avril 1890 à Copenhague — mort le 9 novembre 1969 à Gentofte) est un footballeur danois.
Il jouait au poste de milieu de terrain au AaB Ålborg dans les années 1910-1920.
Il a connu 26 sélections (1 but) en équipe du Danemark entre 1911 et 1922. À une époque où la coupe du monde ou le championnat d'Europe des nations n'existaient pas, il a disputé les Jeux olympiques de 1912 à Stockholm où le Danemark a obtenu la médaille d'argent.